# Doxocopa chlorotaenia
Doxocopa chlorotaenia är en fjärilsart som beskrevs av Johannes Karl Max Röber 1906. Doxocopa chlorotaenia ingår i släktet Doxocopa och familjen praktfjärilar. Inga underarter finns listade i Catalogue of Life.